# Eduardo Sojo

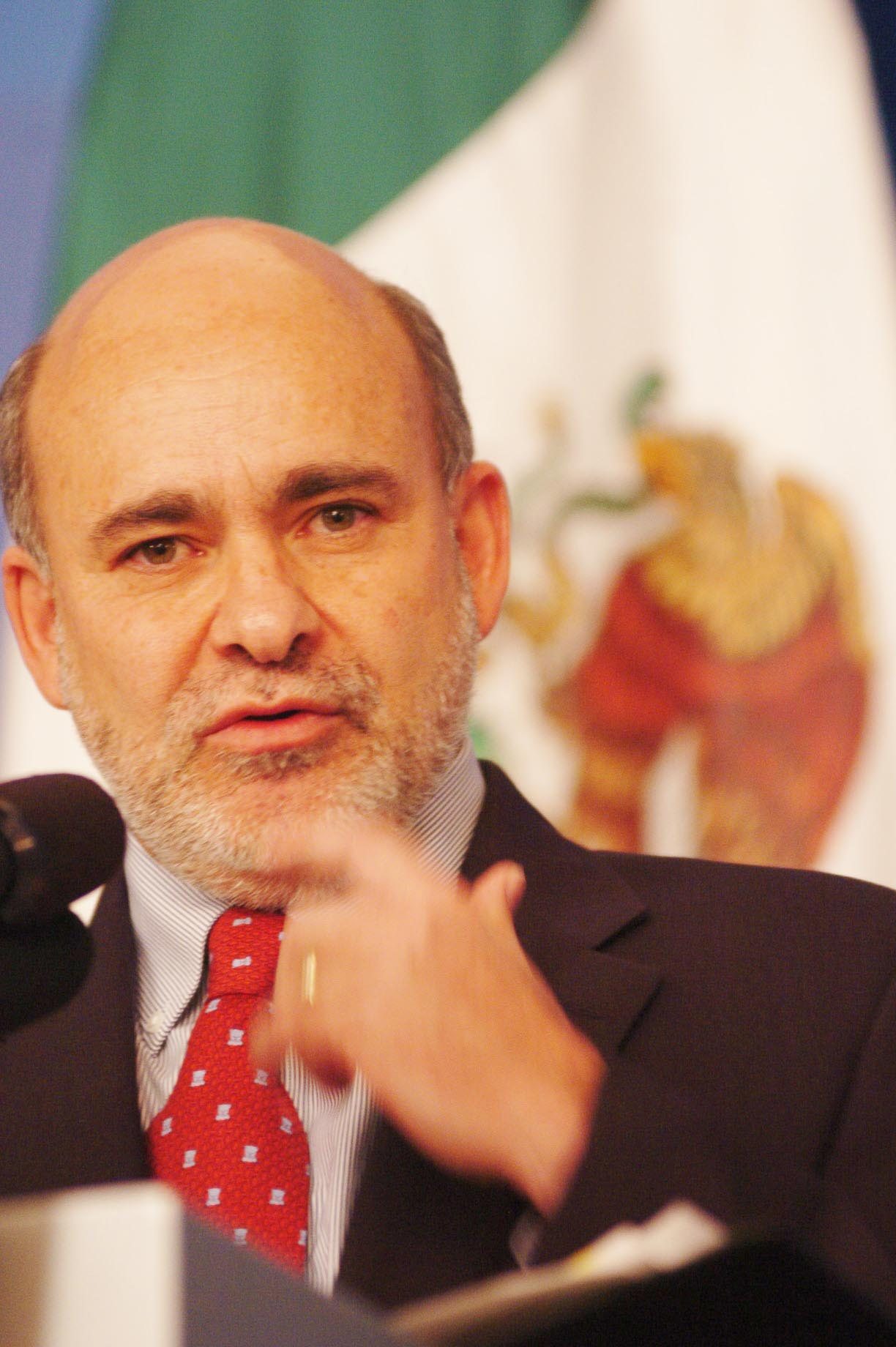
Eduardo Sojo

Eduardo Sojo Garza-Aldape (León, 9 januari 1956) is een Mexicaans econoom en politicus.
Sojo studeerde aan het Instituut voor Technologie en Hogere Studies van Monterrey (ITESM) en haalde een doctoraat aan de Universiteit van Pennsylvania. Sojo heeft gedoceerd aan de ITESM en was economisch coördinator onder president Vicente Fox. Van 2006 tot 2008 was hij minister van economie onder Felipe Calderón.
- Gemeinsame Normdatei: 170135896
- International Standard Name Identifier: 0000 0000 8235 7943
- Library of Congress Control Number: nr2005017967
- Système universitaire de documentation: 114013888
- Virtual International Authority File: 54105942
- WorldCat: E39PBJmDgxXpxQkhFh6cJxFxjC